# Chroniques du menteur
Chroniques du menteur est un recueil de textes écrits par Boris Vian pour la revue Les Temps modernes de 1946- 1947 à 1948, réunis et complétés d'inédits par Noël Arnaud en 1974 aux éditions Christian Bourgois, complétés encore et publiés de nouveau au Livre de poche en 2006. Le recueil comprend des Chroniques de menteur telles que Boris Vian les avaient intitulées, ainsi que les Chroniques du menteur engagé, impressions d'Amérique, également destinées aux Temps modernes, mais non publiées. 
Ces chroniques sont caractéristiques de l'humour de Boris Vian tel que le définit Marc Lapprand : « grand écrivain d'humour, souvent noir et grinçant, il nous fait rire jaune, rire à tout rompre, ou même pas rire du tout. Nul ne contestera que l'œuvre du Bison Ravi est d'un bout à l'autre parcourue par l'humour, la farce et le canular. »
En manière d'avertissement, Noël Arnaud prévient les jeunes et moins jeunes lecteurs les plus zélés qui chercheraient à savoir si Maurice Schumann portait ou non un pantalon sous sa soutane et qui « s'imposeraient à chaque écueil de sauter du texte aux notes et s'écrouleraient en moins d'une heure au coin de la table (...) Qu'ils évitent ce fâcheux état, » pour cette raison, le biographe leur a épargné « tout apparat, appareil, parade, ou parure critique, voire la moindre apostille explicatoires. »

## Historique des chroniques
« On connaît cinq Chroniques du menteur : n° 9, 10, 13, 21 et 26 des Temps modernes, la sixième d'entre elles, Impressions d'Amérique, écrite le 10 juin 1946, a été refusée parce qu'elle comportait une attaque en règle contre la société américaine, mais elle a été retirée de son plein gré par l'auteur. » Pour la raison, également, qu'elle mettait en scène Alexandre Astruc qualifié dans le texte de « cette andouille d'Alexandre Astruc » qui était abondamment ridiculisé.
La revue Les Temps modernes, créée par Jean-Paul Sartre et Simone de Beauvoir, amis très fidèles de Vian, était prête à accueillir autant de chroniques que Boris voulait en produire. Ce fut l'auteur lui-même qui décida de mettre fin à ces écrits parce qu'il trouvait que cela devenait un système.

Il s'agit de parodies de critiques, en réalité des textes délirants ressemblant davantage à des récits qu'à de critiques analytiques puisque Vian détestait la critique ou « analyse » ainsi qu'il l'écrit plus tard, en 1951 : 

« On ne peut pas faire un article formidable sur ce qu'un autre a créé : ça reste de la critique. La critique c'est pas formidable. C'est de l'analyse. C'est un art d'égocentrisme. C'est pas humain. Tous ces disséqueurs ils se regardent par transparence à travers les œuvres dont ils parlent; quand ils ont bien tout démoli, c'est clair comme de l'eau de roche, ils se voient en entier et ils bichent. »

La présentation des Chroniques par Noël Arnaud résume cet esprit-là : « bien qu'il n'y ait pas une ligne de ces textes qui ne se fonde sur l'actualité littéraire, artistique, dramatique, politique la plus immédiate, celle-ci est entièrement déformée, trahie de façon à n'apparaître que foutaise et billevesée. »

## Plan de rénovation desTemps modernes
Un projet de chronique, illustré par Vian et manuscrit, le Plan de rénovation des Temps moderne, est un projet qui parut effectivement dans Les Temps modernes en octobre 1946. L'article est repris dans France Dimanche le 19 janvier 1947. Il annonce que « Vian proposait de faire [pour les Temps modernes] des couvertures odorantes : pain brûlé, vomi,... seringa, seringue, forêt de pin, Marie-Rose. » ainsi que d'autres Maries plus choquantes.
À cette époque, Max Corre, directeur de France Dimanche, habitué de Saint-Germain-des-prés et ami des célébrités de ce « chaudron », avait compris tout le parti qu'il pouvait tirer de ce petit monde littéraire. Il sera doublé « sur le terrain de l'existentialisme » par un autre organe de presse people : Samedi Soir, qui, avec la complicité d'Anne-Marie Cazalis, et de « journalistes impécunieux », inventent des existentialistes.
De toute manière les suggestions de Vian ne furent pas écoutées et la première chronique du menteur parut dans le n° 9 de la revue.

## Échantillons de textes

### Le Pays sans étoiles, film de Georges Lacombe
Les premières lignes de la chronique prétendent faire une analyse du film de Georges Lacombe. Le résumé présente une action se passe en Vendée selon Vian, alors que c'est en Espagne qu'elle a lieu. Et « [le film] gâche deux mille mètres de pellicule au violet à un moment où à l'Assemblée nationale se passent des débats houleux sur l'intérêt de la Défense nationale. »  L'article dévie ensuite sur la grand-mère de Georges Lacombe avant de terminer sur cette phrase :« Pour en revenir au film dans l'ensemble, le corps de ballet fait du bon travail. ». (Il n'y a pas de corps de ballet.)

### Étoile sans lumièred'Édith Piaf
Ce film de Marcel Blistène est attribué à Édith Piaf, qui « vient d'être anoblie par le pape » : « rappelons que la môme Piaf vient de se faire anoblir par le pape. » pour avoir chanté Minuit chrétien accompagnée d Alix Combelle, et qui pallie le manque de réalisateurs français (« puisque Marcel Carné est américain »). La « duchesse de Piaf » « dont le physique appelle aux titres de noblesse », y chante également Près de la cascade (chanson de Tino Rossi). Le reste de l'article est à l'avenant, son auteur se désignant lui-même comme "Le Menteur" : « L'idée la plus audacieuse du scénario consiste en l'introduction de séquences qui se passent entièrement dans le noir (...) ainsi on a pu doubler la durée de la projection sans augmenter sensiblement les frais de la production. » Une idée qu'il trouve bonne et « qu'il eût été indiqué d'appliquer à Madame et son flirt (...) et à Ivan le terrible. »

### Lumière sans paysd'Eisenstein
Eisentein n'a jamais écrit un livre pareil. Cette chronique est un pur canular destiné à imiter un langage abscons des critiques hautement intellectuelles que Boris Vian déteste ainsi qu'il l'a déjà expliqué. Boris Vian s'emploie à multiplier les tournures incompréhensibles comme celle-ci : « Voulant boucler la boucle et fermer la permutation » ou encore « obturer l'inclos et kohêtéra et kohétéra. ». Il s'ensuit un long discours comparatif que s'achève sur cette chute : « Nous irons même plus loin : à notre avis Lumière sans pays d'Eisenstein n'existe pas. »

## Le reste du sommaire

### Suite des chroniques du menteur
Quelques révélations sur des gens connus, Comment meurent les grands de ce monde, Un peu de critique littéraire sont trois chroniques très courtes publiées dans le numéro 10 de juillet 1946. Elles sont dans l'esprit de l'humour Vian tout en restant assez provocatrices, notamment la première qui présente Le Monde comme un journal communiste et prétend que Marcel Cachin habite rue d'Enghien à l'Huma.
Les suivantes, publiées dans le numéro 13 d'octobre 1946 montent d'un cran en vacherie et en insolence. Il fallait toute la protection de Sartre. pour que Vian puisse se permettre d'écrire Pour une rénovation des Temps modernes avec notamment comme proposition : « Vilipender Gallimard jusqu'à ce qu'il abandonne ses droits, ensuite tirer à 500 000 exemplaires, se partager le fric. »
Les trois suivantes publiées dans le numéro 21 de juin 1947 ne portent pas de titre individuellement. La première met en scène Marcel Duhamel, ainsi que son « père » Georges Duhamel qui n'est pas du tout son père.
La deuxième est une parodie de critique de théâtre et concerne Jean Cocteau pour sa pièce L'Aigle à deux têtes, jouée au théâtre Hébertot, qui aurait dû être présentée plutôt au théâtre des Deux Ânes, et dont la chorégraphie bondissante est due à la plume de Fernand Léger. Cette dernière chronique est représentative du « système » employé par Vian. Il se fonde sur un fait vrai : la pièce de Jean Cocteau, le lieu où elle est donnée, puis il lui attribue un ballet fictif à Fernand Léger.
Vian se sent très à l'aise dans cette revue où Sartre le laisse cabrioler, restant sourd aux grognements des lecteurs et de la rédaction.Il est vrai qu'il n'y a rien de très violent dans ces textes, sauf dans le texte refusé Impressions d'Amérique, qui décrit un voyage aux États-Unis avec Astruc et qui contient des remarques comme : « Nous avons attendu toute la matinée devant la porte de l'hôtel en espérant voir lyncher un nègre. » Cette chronique est beaucoup plus longue et plus embarrassante pour les personnes citées à l'époque. Notamment pour les compétences des Américains concernant les choses du sexe, ce qui expliquerait la venue de Henry Miller en France.

### Chroniques de menteur engagé
Écrite en 1948, cette chronique fort violente a été refusée. Il faut entendre le mot  engagé dans les deux sens : engagé de nouveau au Temps modernes, et engagé contre les militaires. L'introduction présente Le Menteur « Écrabouillé de joie à l'idée de retrouver ses lecteurs fidèles. »
Le texte en deux parties décrit les diverses méthodes de destruction des militaires, proposant dans une première partie Pas de crédits pour les militaires et dans une deuxième partie Un petit manuel d'anéantissement du militaire.

### Avant-propos
Le texte se présente comme un avant-propos au livre de James Agee et Walker Evans, Let us now praise famous men sur lequel Michèle Léglise a travaillé, qui est paru ensuite sous le titre Louons maintenant les grands hommes. Le sujet étant la condition des pauvres blancs dans le sud de l'Alabama pendant la Grande Dépression, et l'Alabama une région à fort pourcentage raciste, (un des lieux les plus actifs du Ku Klux Klan), Boris est indigné qu'on ne parle pas de la condition des noirs. Son avant-propos, très violent, est refusé . Il comporte des passages durs, des références au camp de Buchenwald. Prétendant que les Américains n'ont pas l'habitude de travailler, il préconise pour eux un séjour dans des camps ou dans des mines de diamants d'Afrique du Sud. Il propose notamment de pendre régulièrement Monsieur Agee devant un public de nègres.

## Les premiers pas du menteur
Boris avait commencé sa carrière de chroniqueur au début 1945. Sous le pseudonyme de Hugo Hachebuisson (traduction littérale de docteur Hackenbush, personnage du film de Groucho Marx, Un jour aux courses, 1937 selon Marc Lapprand, ou du film des Marx Brothers La Soupe au canard selon Noël Arnaud), dans le bulletin bimensuel Les Amis des arts, une « feuille de chou » où il tenait la rubrique littéraire, et Michèle Vian la rubrique cinéma. Il quitte L'Ami des arts après s'être fâché avec le directeur, parce qu'il était mal payé. Mais aussi parce qu'il n'avait aucun goût pour la critique littéraire. Toute sa vie, il se tiendra à l'écart  des débats littéraires, et surtout de la critique qu'il dénigre en termes assez violents en 1951, (On ne peut pas faire un article formidable sur ce qu'un autre a créé etc..) Et qu'il a prise à partie au moment de la sortie de Les morts ont tous la même peau dans la postface : 

« Quand cesserez-vous de vous chercher dans les livres que vous lisez? (...) Quand cesserez-vous de vous demander au préalable si l'auteur est péruvien, schismatique, membre du P.C., ou parent d'André Malraux? (..) Quand admettrez-vous la liberté (...) Critiques, vous êtes des veaux! Si vous voulez parler de vous, faites des confessions publiques et entrez à l'Armée du salut. Mais foutez la paix au peuple avec vos idées transcendantes et tâchez de servir à quelque chose. »

## Humour potache, refus d'embrigadement
Les Chroniques du menteur témoignent d'un humour que Bernard Morlino définit comme celui d'un héritier d'Alfred Jarry et d'un adepte de Marcel Aymé, qu'il n'a jamais pu rencontrer malgré ses efforts . « À la fois héritier d'Alfred Jarry et adepte de Marcel Aymé, le pataphysicien Vian incite au meurtre des hommes politiques et souhaite illustrer les articles des tartiniers existentialistes avec des photos de « pin-up girls » »
Dans la chronique du menteur intitulée Quelques révélations sur des gens connus, Boris Vian se demande ce qu'il lui arriverait s'il tuait Marcel Cachin « du jour au lendemain, les journaux communistes (Le Monde, Paris-Presse, etc.) imprimeront que je suis un salaud de fasciste . », ce dont il se défend : « (je suis) juste un peu réactionnaire, inscrit au P.C. et à la C.G.T, je lis Le Peuple (...) Témoignage chrétien, La Vérité, cité par Frédéric Maget. »
C'est le brouillage de piste « d'un inclassable, fier de l'être, ni de droite ni de gauche, jamais là où on l'attend comme Raymond Queneau ». Frédéric Maget, professeur de lettres modernes à l'Institut français et écrivain souligne encore que « Boris Vian professa toute sa vie le refus des embrigadements idéologiques (...) il ne fut d’aucune école, opposant aux penseurs et aux prophètes un humour potache (...) On reprocha beaucoup à l’époque le désengagement de Vian. A posteriori, il apparut salutaire. »